# Muang Xaisômboun
Muang Xaisômboun är ett distrikt i Laos.   Det ligger i provinsen Vientiane, i den nordvästra delen av landet, 120 km norr om huvudstaden Vientiane.